# Neoheteronyx harpalinus
Neoheteronyx harpalinus är en skalbaggsart som beskrevs av Lea 1924. Neoheteronyx harpalinus ingår i släktet Neoheteronyx och familjen Melolonthidae. Inga underarter finns listade i Catalogue of Life.